# Karaköprü Belediyespor
Karaköprü Belediyespor ist ein türkischer Fußballverein aus der knapp 115.000 Einwohner zählenden Stadt Karaköprü in der Provinz Şanlıurfa.

## Geschichte
Die Gründung des Vereins ist auf das Jahr 1992 datiert, bis 2013 spielte Karaköprü in den regionalen Amateurligen, die Saison 2013/14 nahm man das erste Mal in der noch jungen Vereinsgeschichte in der fünfthöchsten Liga Bölgesel Amatör Lig teil. Die Saison 2016/17 beendete der Klub aus dem Südosten auf dem dritten Platz, was sie zu der Teilnahme an den Play-offs für den Aufstieg in die 3. Lig berechtigte. Am 22. April 2017 gewann man das entscheidende Spiel gegen Mardin 47 Spor und konnte damit den ersten Aufstieg in die vierthöchste und professionelle 3. Liga feiern.

## Ligazugehörigkeit
- TFF 3. Lig: 2017–
- Bölgesel Amatör Lig: 2013–2017
- Amatör Lig: 1992–2013

## Bekannte Spieler
- Sefa Gaye